# سفترام
سفترام(به انگلیسی: Cefteram) (INN) یک آنتی بیوتیک سفالوسپورینی نسل سوم است.